# Отрицание геноцида
Отрицание геноцида — дениализм, попытка отвергать факт геноцида или минимизировать его масштаб и жестокость. Отрицание является неотъемлемой частью самого геноцида и может иметь формы тайного планирования геноцида, пропаганды во время геноцида и уничтожения доказательств массовых убийств. По словам исследователя геноцида Грегори Стэнтона, отрицание «является одним из самых верных показателей, что в дальнейшем геноцидальные убийства будут продолжены».
Некоторые учёные определяют отрицание геноцида как заключительную стадию процесса геноцида. Историк Ричард Г. Ованнисян писал: «Полное уничтожение народа требует изгнания воспоминаний и прекращение памяти. Фальсификация, обман и полуправда сводят то, что имело место, к тому, что могло бы быть, или, возможно, к тому, чего не было вовсе».
По словам историка Танера Акчама, «практика „отрицания“ массовой жестокости обычно рассматривается как простое отрицание фактов, но это не так. Скорее, такое отрицание происходит на той туманной территории между фактами и истиной, где развивается подобный дениализм».
По мнению Дэвида Толберта, президента Международного центра правосудия переходного периода, отрицание является последним убежищем совершающих геноцид и другие массовые преступления. Преступники скрывают свои деяния с целью избежать ответственности и сохранить политические и экономические преимущества, которые получили посредством массовых убийств и кражи имущества жертв, а также закрепить новую реальность путём конструирования «альтернативной истории». Согласно исследованиям, что такое отрицание не только наносит ущерб жертвам и их разрушенным сообществам, но способствует конфликтам и репрессиям в будущем.
Политолог, исследователь геноцида Адам Джонс предлагает структуру отрицания геноцида, которая состоит из ряда мотивов и стратегий. «Почти никто не умер»: если геноцид остался историческим прошлом, отрицать его проще. «Это произошло не намеренно»: причиной гибели людей могут быть названы болезни и условия, вызывающие голод, такие как принудительный труд, концентрационные лагеря и рабство, даже если они организованы данным преступником. «Жертв было не так уж и много»: минимизация числа жертв и сокрытие или уничтожение преступниками улики. «Это была самооборона»: убийства мирных жителей, в особенности трудоспособных мужчин, оправдываются превентивным нападением, их обвиняют в заговоре против преступников; преступники также могут уничтожить свидетелей преступлений и родственников жертв. «Не было единого, спланированного деяния»: преступники могут использовать ополченцев, военизированные формирования или «эскадроны смерти», чтобы не выглядеть непосредственными участниками событий. «Это не является геноцидом»: отрицатели вступают в дискуссию, используя риторику и определения термина. «Мы бы никогда этого не сделали»: положительная оценка «своей» группы не ставится под сомнение, преступник считает себя положительным. Доказательства не имеют значения. «Мы настоящие жертвы»: внимание отвлекается от жертв вне исторического контекста.